# Sebaldus Heyd
Sebaldus Heyd (ibland Sebaldus Heyden), född 1494, död 1561. Rektor i Nürnberg. Han finns representerad i de svenska psalmböckerna med originaltexten till ett verk (1986 nr 371). Texten till denna psalm bygger på texten i Psaltaren 46, liksom psalmen Vår Gud är oss en väldig borg.

## Psalmer
- Gud är vår starkhet och vårt stöd (1695 nr 57, 1819 nr227, 1986 nr 371) troligen skriven 1537. Sjätte versen Med oss är Herren Sebaot är ensam med som "slutsång" i Svenska Missionsförbundets sångbok 1920 som nr 773.

## Fotnoter
1. 1 2  Gemeinsame Normdatei, Deutsche Nationalbibliotheks katalog-id-nummer: 11678735X7749153-1, läst: 14 augusti 2015.[källa från Wikidata]
2. 1 2  Bibliothèque nationale de France, BnF Catalogue général : öppen dataplattform, id-nummer i Frankrikes nationalbiblioteks katalog: 136053192, läst: 10 oktober 2015.[källa från Wikidata]
3. ↑  Gemeinsame Normdatei, läst: 30 december 2014.[källa från Wikidata]